# Seda (Letland)
Seda er beliggende i Valkas distrikt i det centrale Letland og fik byrettigheder i 1991. Byen blev grundlagt i 1952, og den største lokale virksomhed beskæftiger sig med udgravning af tørv. Seda er bemærkelsesværdig for sin 1950'er Stalinistiske arkitektur, der daterer sig til tiden, hvor arbejdere fra hele Sovjetunionen kom til Seda for at arbejde med tørvudvinding. Før Letlands selvstændighed i 1918 var byen også kendt på sit tyske navn Sedde.